# 長谷川大
長谷川 大（はせがわ だい、1990年10月9日 - ）は、三重県伊勢市出身の俳優である。本名での活動時期もあったが、本名は非公開。

## 来歴
- 2009年 篠原哲雄監督作品「ラムネ」でデビュー。
- 2017年 南島原市ショートムービー『夢』で初主演。翌年のショートショートフィルムフェスティバル＆アジア2018で観光映像大賞(観光庁長官賞)を受賞。
- 2018年主演作品「Arcadia」が第７１回カンヌ国際映画祭short film cornerで上映。
- 2020年 第9回ニース国際映画祭2020で最優秀主演男優賞にノミネート。

## 出演
主演は太字で示す。

### 映画
- 新・喧嘩の花道（2013年、石川均監督）尾上役
  - 新・喧嘩の花道 完結編（2013年）尾上役
- ガチバンZ代理戦争（2013年、元木隆史監督）不良役
- ラブ&ピース（2015年、園子温監督）デッド役
- My story〜誰にでも可能性がある〜(2016年、柳川信証監督）永島徹役
- 園子温という生きもの（2016年、製作：大島新/由里敬三） ※ドキュメンタリー映画
- アンチポルノ（2017年、日活ロマンポルノリブートプロジェクト、園子温監督）大根太役
- 海にのせたガズの夢（2017年、矢口鉄太郎監督）上岡正樹役
- 落堕-ラクダ-（2018年、杉浦哲平監督）真治役
- BLOOD-CLUB DOLLS 1（2018年、奥秀太郎監督）格田役
  - BLOOD-CLUB DOLLS 2（2020年）格田役
- パタリロ！（2019年、小林顕作監督）SP役
- 弱虫ペダル（2020年、松竹、三木康一郎監督）上曽綾人役
- ネムルバカ（2025年） - 岩徹役[1][2]

配信映画
- 愛なき森で叫べ（2019年、Netflix、園子温監督）フカミ役

短編映画
- ラムネ（2009年、篠原哲雄監督）名月学園3年・陽介の同級生役
- MADLY「Love of Love」（2016年、MTVオムニバス映画、園子温監督）shota役 ※アメリカで公開
- chuun スマホ映画プロジェクト（園子温監督）
  - 男殺し桜地獄（2017年）男役
  - うふふん下北沢「泣きながら」（2017年、ゲン（アベラヒデノブ）監督）ダイチ役 ※「うふふん下北沢」作中作
- NIB 南島原市ショートムービー（野上鉄晃監督）
  - 夢〜南島原を巡る〜（2017年）柿田守役
  - 記憶の灯（2019年）荒木健人役
- 君が夢見る地平（2017年、八王子ShortFilm映画祭企画作品 竹本祥乃監督）門真佑役
- Arcadia（2018年、竹本祥乃監督）長野翔太役
- 靴と栞（2019年、山口峰寛監督）ヴァイゲ、DJユウザリバー役
- Sucker Punc（2020年、ABEMA、藤田真一監督オンラインシネマ）[3] 光一 役
- CHANBARA（2021年、河原健二監督）
- 陽菜のせかい（2022年、佐藤陽子監督）永田役

### ドラマ
- TBS 「いぬのおまわりさん」（2010年）サラリーマン役
- CX 「東京リトル・ラブ」（2010年）中国人役
- EX 「検事・鬼島平八郎」（2010年）医者役
- EX 「陽はまた昇る」（2011年）学生役
- NTV 「理想の息子」（2012年）杉下大役 ※レギュラー
- KTV 「GTO」 第1話（2012年）不良高校生役
- THK 「ぼくの夏休み」（2012年）予科訓練生役 ※第4週、5週レギュラー
- EX 「おトメさん」 第1話（2013年）新人刑事役
- TBS 「空飛ぶ広報室」 第4話（2013年）男子大学生役
- NHK 「八重の桜」 第36・37・39・40回（2013年）同志社英学生役
- EX 「ドクターX〜外科医・大門未知子〜」（2013年）手術助手役
- TX 「三匹のおっさん〜正義の味方、見参!!」 第7話（2014年）男子高校生役
- NTV SPドラマ「奇跡の教室」（2014年）予備校生
- TX 「みんな!エスパーだよ!番外編 〜エスパー、都へ行く〜」（2015年4月3日）レボリューションQベース、デッド役
- EX 「天使と悪魔 未解決事件匿名交渉課」 第1話（2015年）警察官役
- NHK 「ちゃんぽん食べたかっ!」 第5話（2015年）若者役
- CX SPドラマ「一千兆円の身代金」（2015年）若者役
- NTV 「怪盗山猫」 第7話（2016年）警備員役
- EX 「ドクターX〜外科医・大門未知子〜special」（2016年）麻酔科医役
- KTV「新・ミナミの帝王〜銀次郎の愛した味を守れ!〜」（2021年）平野康晴役
- NTV「ネメシス」（2021年）第2話 掛け子役
- CX「うちの弁護士は手がかかる」（2023年）#5 証人役
- NCC「第9マキナ!」（2023年）寺崎エイジ役 レギュラー

配信ドラマ
- 園子温：アイディア缶詰　#29・31～39・41～43・49（最終回）（Chuun）
- 東京ヴァンパイアホテル（2017年、Amazonプライム・ビデオ、園子温監督）三郎太（サブロー）役
- PACHINKO ＃7「defacto」（2022年Apple TV+） leader役
- メルスプラン20周年企画ドラマ「ニューワールドメイカーズ」＃5（2022年、YouTube）ゲスト

### 舞台
- 異説本因坊外伝〜一粒の麦の巻〜（2010年）堀田潤一郎役
- SHINSENGUMI episode IKEDAYA（2011年）御倉役
- 雨を忘れる（2018年）北山志郎役[4]

### MV
- ES-TRUS 2nd mini album「Dear」収録全5曲（2022年）雄二役

### モデル
- 「株式会社 日本抗菌総合研究所」（2017年）イメージキャラクター
- 「MAZARIA アスレチックVRパックマンチャレンジ」（2019年）キービジュアル
- ゼクシィ「ウォーターマークホテル長崎・ハウステンボス」（2019年）紙面・web

### CM
- 「株式会社 善匠」（2016年）若頭役
- 「バイクネットAJ」（2017年）客役
- 「Netflix」（2021年）刑事役
- SONPOひまわり生命「家族のよ家族の喜びの声〜がんトータルサポート編〜」（2022年）父役
- 「WOWOW for kids」（2023年）父役

### その他
- 石崎ひゅーい××園子温バンド 対バンLIVE（2014年6月21日、新宿LOFT）
- 木下理樹×園子温presents ART-SCHOOL×園子温BAND(RevolutionQ)映画「ラブ＆ピース」完成記念祭（2014年9月30日、東京・恵比寿LIQUIDROOM）
- gallery αM αMプロジェクト「『東京計画2019』vol.1 毒山凡太朗 展」(2019年) 映像アート作品